# 더 먹고 가
《더 먹고 가(家)》는 대한민국의 MBN에 방송된 예능 텔레비전 프로그램이다.

## 기획 의도
'밥을 요리하고, 사람을 요리하고, 인생을 요리하는' 서울 산동네 꼭대기 집에서 함께 생활하며, 이 시대의 스타들을 초대해 칭찬 밥상을 제대로 차려내는 프로그램이다.

## 방송 일정
| 방송 채널 | 방송 기간                         | 방송 시간                      | 비고   |
| --------- | --------------------------------- | ------------------------------ | ------ |
| MBN       | 2020년 11월 8일 ~ 2021년 4월 18일 | 매주 일요일 밤 9시 20분 ~ 11시 | 시즌 1 |

## 출연진
- 임지호
- 강호동
- 황제성

## 에피소드 목록

### 2020년
- 11월 8일 - 이금희
- 11월 15일 - 박중훈
- 11월 22일 - 송윤아
- 11월 29일 - 허재 & 세븐
- 12월 6일 - 박정수 & 박정아
- 12월 13일 - 준케이, 우영, 닉쿤 (2PM)
- 12월 20일 - 한지민
- 12월 27일 - 송선미

### 2021년
- 1월 3일, 1월 10일 - 인순이
- 1월 17일 - 신현준
- 1월 24일 - 문정희
- 1월 31일 - 임채무
- 2월 7일 - 최유라, 전유성
- 2월 14일 - 한고은♥신영수 부부
- 2월 21일 - 장현성, 김진수
- 2월 28일 - 노사연, 노사봉
- 3월 7일 - 김준현, 송준근
- 3월 14일 - 은혁, 동해, 시원, 규현 (슈퍼주니어)
- 3월 21일 - 한채아, 조재윤
- 3월 28일 - 양치승, 션 (지누션)
- 4월 4일 - 윤도현, 바비 킴
- 4월 11일 - 폴 킴, 양희은
- 4월 18일 - 정일우, 유리 (소녀시대)

## 참고 사항
- 故 임지호씨 생전 마지막 출연진이었다.

## 같이 보기
- 밥은 먹고 다니냐? - 강호동의 밥심 (SBS Plus)